# Inge Lehmann
Inge Lehmann (ur. 13 maja 1888 w Kopenhadze, zm. 21 lutego 1993 tamże) – duńska geofizyczka, sejsmolożka, wykładowczyni w Royal Society w Londynie. W 1936 odkryła wewnętrzne jądro Ziemi na podstawie rozchodzenia się fal sejsmicznych, spowodowanych trzęsieniem ziemi w południowej części Oceanu Spokojnego, w pobliżu Nowej Zelandii.

## Życiorys
Inge Lehmann urodziła się i wychowała w Østerbro, dzielnicy Kopenhagi, jako córka eksperymentalnego psychologa Alfreda Lehmanna (1858–1921). Uzyskała edukację szkolną w pedagogicznie postępowej szkole (m.in. równe traktowanie chłopców i dziewcząt) prowadzonej przez Hannę Adler (ciotkę Nielsa Bohra). Według Lehmann, jej ojciec i Hanna Adler wywarli najbardziej znaczący wpływ na jej rozwój intelektualny.
Po zakończeniu szkoły studiowała, z przerwami ze względu na zły stan zdrowia, matematykę na Uniwersytecie Kopenhaskim i Uniwersytecie Cambridge.
Po kilku latach pracy w ubezpieczeniach została asystentką geodety Nielsa Erika Nørlunda, który zlecił jej zadanie utworzenia sejsmologicznych obserwatoriów w Danii i na Grenlandii. To sprawiło, że zainteresowała się sejsmologią. W 1928 roku zdała egzamin z geodezji i została szefem departamentu sejsmologii w duńskim Geodaetisk Institut, kierowanym przez Nørlunda.
W 1936 r. w dokumencie o nietypowym tytule „P” przedstawiła własną interpretację badania wnętrza Ziemi przy pomocy fal sejsmicznych typu P i wykazała, że centrum wnętrza Ziemi składa się z dwóch części: stałego jądra wewnętrznego i płynnego jądra zewnętrznego. Są one oddzielone strefą graniczną, którą nazwano „nieciągłością Lehmann”. Interpretacja ta została przyjęta w ciągu dwóch, trzech lat przez innych sejsmologów: Beno Gutenberga, Charlesa Francisa Richtera i Harolda Jeffreysa. II wojna światowa i okupacja Danii przez wojska niemieckie utrudniła Lehmann prowadzenie dalszych prac naukowych.
W ostatnich latach przed jej przejściem na emeryturę w 1953 roku stosunki między nią a innymi naukowcami Geodaetisk Institut pogorszyły się, prawdopodobnie ze względu na jej brak cierpliwości wobec mniej kompetentnych współpracowników. Po 1953 r. Inge Lehmann przeniosła się na kilka lat do USA i współpracowała z Mauricem Ewingiem i Frankiem Pressem w badaniach nad skorupą ziemską i płaszczem ziemskim. Podczas tych prac odkryto dalsze nieciągłości sejsmiczne, które powstają na głębokości pomiędzy 190 i 250 km. Zostały one również nazwane nieciągłością Lehmann (ang. Lehmann discontinuity) na cześć odkrywczyni.
Lehmann uzyskała wiele wyróżnień za wybitne osiągnięcia naukowe, m.in.: Gordon Wood Award (1960), Emil Wiechert Medal (1964), Gold Medal of the Danish Royal Society of Science and Letters (1965), Tagea Brandt Rejselegat (1938 i 1967), William Bowie Medal (1971; jako pierwsza kobieta), Medal of the Seismological Society of America (1977).
Ponadto otrzymała honorowe doktoraty Columbia University w Nowym Jorku w 1964 r. i Uniwersytetu Kopenhaskiego w 1968 r., jak również inne, honorowe członkostwa.
Jej imię nosi odcinek drogi U.S. Route 1, most w Aventurze na Florydzie oraz planetoida 5632.
W 1997 r. American Geophysical Union ustanowiła „Inge Lehmann Medal” dla uczczenia „wybitnego wkładu do zrozumienia struktury, składu i dynamiki płaszcza i rdzenia Ziemi.”